# Tsangyang Gyatso
Tsangyang Gyatso (Tsaṅs-dbyaṅs-rgya-mtsho) var den sjätte inkarnationen av Dalai Lama i Gelug-skolan i den tibetanska buddhismen. Han tillhörde Monpa-folket och föddes i Urgelling-klostret fem kilometer från Tawang. Han levde ett utsvävande liv och försvann i Kokonor, förmodligen blev han mördad. Han skrev också en rad dikter och sånger som fortfarande är populära i Tibet.

## På svenska
- Den sjätte Dalai Lamas kärlekssånger: de dikter som tillskrivs Tsamyang Gyatso, den sjätte Dalai Lama (översättning från tibetanska, inledning och kommentarer av Rolf Jonsson) (Ellerström, 2000)
- Snölejoninnans mjölk: sånger tillskrivna Tsamyang Gyatso, den sjätte Dalai Lama (1683-1706) (översättning från tibetanska, inledning och kommentarer av Rolf Jonsson) (Rosengården, 2009)